# San Ramón, Costa Rica
San Ramón är en ort i Costa Rica.   Den ligger i provinsen Alajuela, i den centrala delen av landet, 50 km väster om huvudstaden San José. San Ramón ligger 1 061 meter över havet och antalet invånare är 10 765.
Terrängen runt San Ramón är huvudsakligen kuperad, men den allra närmaste omgivningen är platt. Runt San Ramón är det tätbefolkat, med 819 invånare per kvadratkilometer. Närmaste större samhälle är San Rafael, 2,7 km söder om San Ramón. Omgivningarna runt San Ramón är en mosaik av jordbruksmark och naturlig växtlighet.